# Devils Marbles Conservation Reserve

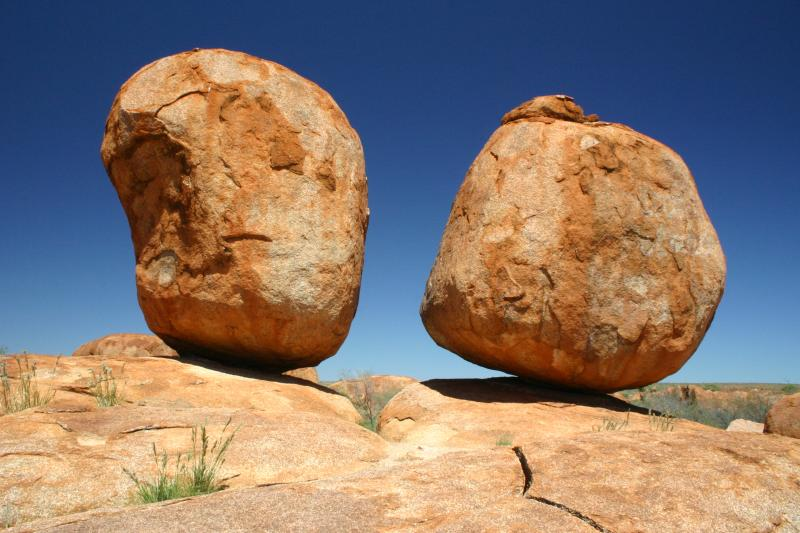
Twee van de Devil's Marbles

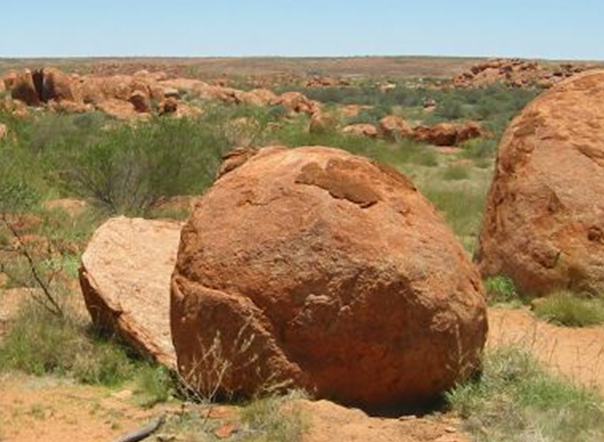
Een als gevolg van grote temperatuurverschillen gespleten Marble

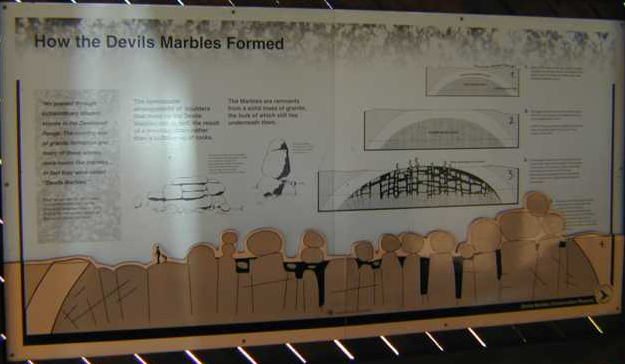
Informatiebord bij de ingang van het park

Het Devils Marbles Conservation Reserve herbergt formaties van wonderlijke, natuurlijk geronde stenen (boulders ofwel keien). Deze keien verschillen in doorsnee van enkele decimeters tot wel 7 meter. Het is een betoverend gezicht om deze "knikkers van de duivel" op de platte Australische vlakte te zien liggen. Ze bevinden zich ongeveer 100 kilometer ten zuiden van Tennant Creek en 10 kilometer ten noorden van de nederzetting Wauchope, in de provincie Noordelijk Territorium.
De lokale Kaytetye-Aborigines noemen deze keien Karlu Karlu. Voor hen zijn ze de eieren van de Regenboogslang, die hier in de Droomtijd is geweest, en is dit een heilige plaats. Door de tijd heen zijn de ceremonies en verhalen over dit gebied verloren gegaan, maar voor de Kaytetye is het nog steeds een belangrijke plek. De Devils Marbles kunnen gezien worden als een van de oudste religieuze plaatsen ter wereld. Het gebied is het gehele jaar voor iedereen toegankelijk en heeft een netwerk van voetpaden met informatieborden.
Over de exacte schrijfwijze van de naam bestaat wat onenigheid. De officiële schrijfwijze van de naam van het park is "Devils Marbles Conservation Reserve", dus zonder apostrof. Dit komt doordat men in Australië over het algemeen geen apostrof gebruikt in geografische namen. Echter, als men het over de stenen zelf heeft, en niet over het Nationale Park, zou de apostrof taaltechnisch gezien wel gebruikt moeten worden. Vandaar dat de ene keer "Devils Marbles" wordt gebruikt en een andere keer "Devil's Marbles".

## Ontstaansgeschiedenis
De Devils Marbles zijn gevormd uit graniet, dat te midden van onmetelijke hoeveelheden zandsteen als een soort geologisch eilandje in de Australische woestijn ligt. Het graniet is waarschijnlijk ongeveer 1,7 miljard jaar geleden gevormd als gevolg van het stollen van magma. Dikke lagen zandsteen erbovenop zetten het onder grote druk. Na het eroderen van dit zandsteen en het door plooiing omhoog komen van het graniet verminderde de druk op het graniet zo, dat het de kans kreeg om uit te zetten en barstte. Dit proces heet drukontlasting en is een vorm van mechanische verwering. De solide laag graniet is daardoor in de aardkorst uiteengevallen in grote min of meer rechthoekige blokken.
De tweede vormingsfase werd in gang gezet toen deze blokken blootgesteld werden aan water. Nadat het graniet aan de oppervlakte was komen te liggen begon de buitenste laag van de blokken te verweren en vormde zich een zogenaamde verweringsmantel om het nog onaangetaste moedermateriaal. In de volgende fase kwam dit alles zichtbaar aan het oppervlak, weer en wind spoelden de verweringsmantel na verloop van tijd weg en de overgebleven blokken begonnen verder (chemisch en mechanisch) te verweren.

### Huidige verweringsprocessen
Ten eerste speelt bij de Devils Marbles het proces exfoliatie. Door chemische processen veranderen stoffen in het gesteente van aard, en nemen dus ook een ander volume aan. Exfoliatie wordt dan veroorzaakt door spanningen in de buitenkant van de steen. De geproduceerde spanningen veroorzaken dat dunne lagen van het moedergesteente afbrokkelen. Hierdoor zal de steen afronden en bolvormig worden. Op plaatsen waar hij hoekig is, spelen immers meer exogene krachten dan op een ronde vorm met minder oppervlak. Het uiterlijk van de steen doet lijken alsof hij als een ui uit vele laagjes is opgebouwd. In werkelijkheid dringt de chemische verwering slechts centimeters in het gesteente door. Verwering waarbij uiteindelijk een bolvormig gesteente overblijft, noemen we sferoïdale- of wolzakverwering. De "eindvorm" van sferoïdale verwering noemen we tors.
Als tweede verweringsproces hebben de Devils Marbles ook nog te maken met solarisatie. De grote temperatuurverschillen tussen dag en nacht zorgen voor het uitzetten en krimpen van het gesteente. Ook al is dit effect minimaal, over een lange tijdsperiode heeft dit wel degelijk effect. Kleine delen van het gesteente kunnen loslaten, maar de ook blokken als geheel kunnen erdoor splijten.